# Підгорне (Розсошанський район)
Підго́рне (рос. Подгорное) — село Розсошанського району Воронізької області. Адміністративний центр Підгорненського сільського поселення.
Населення становить 2740 осіб (за переписом 2010 року).

## Історія
Станом на 1886 рік на колишньому власницькому хуторі Підгорний (Мамон) Розсошанської волості Острогозького повіту Воронізької губернії мешкало 1217 осіб, налічувалось 216 дворових господарств.